# ريماسكو
ريماسكو هي إحدى مناطق ألتو سيرمنزا في مقاطعة فرشيلي بمنطقة بيمنتة الإيطالية، وتقع على بعد حوالي 90 كيلومتر (56 ميل) شمال شرق منطقة تورينو وحوالي 70 كيلومتر (43 ميل) شمال غرب منطقة فرشيلي.